# Complementi in greco antico
Nella sintassi del greco antico, i complementi svolgono diverse funzioni nella caratterizzazione delle proposizioni subordinate e coordinate del periodo, e sono una componente fondamentale della stessa frase.

## Sintassi dei casi
Si esclude il nominativo insieme al vocativo, che ha la funzione di soggetto mediante l'articolo e il sostantivo, o aggettivo sostantivato, o participio sostantivato, nella proposizione principale. Il vocativo non ha un legame sintattico specifico, la sua stessa desinenza non esiste, ma è un'assimilazione di quella del nominativo; esso si presenta come una proposizione esclamativa, autonoma rispetto al contesto in cui si trova, e spesso è correlato alle forme imperative del verbo.

### Accusativo
Solitamente svolge la funzione di complemento oggetto o diretto, l'azione verbale passa direttamente da un soggetto all'oggetto. Il termine italiano "accusativo" è una derivazione erronea dal causativus casus, ossia il caso che causa l'azione, non "che accusa". I verbi che reggono il complemento oggetto sono transitivi, e l'oggetto può essere indipendente dall'azione verbale. Nella frase ci possono essere i seguenti tipi di accusativo:
- Complemento dell'oggetto interno: l'oggetto e il verbo appartengono alla medesima radice, come il verbo γράφειν, che non vuol dire solo "scrivere", ma in determinati contesti del discorso anche "deporre un'accusa", frequente nelle orazioni di Demostene, Andocide, Lisia.
- Doppio accusativo: l'azione riflette contemporaneamente due oggetti esterni al soggetto, come διδάσκω (insegno) e ἐρωτάω (domando).
- Accusativo di estensione: indica la distanza spaziale o temporale cui si trova un determinato oggetto dal soggetto; l'accusativo semplice, per questa forma di complemento, è ricorrente in Omero, mentre nell'attico presenta il costrutto εἰς + accusativo, mentre per l'estensione del tempo, si può ricorrere anche all'accusativo semplice senza preposizione.
- Accusativo di relazione o "alla greca": esprime in relazione a cosa è valido il concetto espresso da un verbo o un aggettivo, tipo il termine φάλον (cima), in un determinato contesto, con l'aggiunta ad esempio dell'avverbio πρῶτος (prima, per primo), circoscrive e limita l'azione al soggetto (ad esempio il "colpire" qualcuno in cima alla testa). Un'espressione formulare omerica invece vuole: βοήν ἀγαθός Διομήδης (Diomede dal valente grido), in cui l'accusativo di relazione determina un aggettivo.

### Genitivo
Esprime il caso del genere o di specie, dunque complemento di specificazione del nome, in senso oggettivo e soggettivo. Con l'aggiunta di determinate particelle correlate a specifici tempi verbali, il genitivo svolge la funzione di partitivo, locativo, ablativo o assoluto.
- Genitivo partitivo: specifica una parte rispetto a un determinato o intero del complemento, è retto dai numerali o aggettivi indicanti la "quantità". Questi genitivi sono retti da verbi del comando, del gusto, della cura e interesse, e del desiderio.
- Genitivo possessivo: indica un possesso di chi compie l'azione, e può essere anche un genitivo dell'accusativo, indica dunque anche la limitazione di un intero, è retto dai verbi di comando, giurisdizione, di stima o prezzo o della misura.
- Genitivo locativo: indicazione di un luogo determinato nello spazio, anche se esistono alcune arcaiche forme avverbiali come αὐτοῦ (lì, quel punto lì)o ταντακοῦ (ovunque), o parti del giorno, come ἡμέρας (di giorno), o anche specifiche stagioni o mesi dell'anno.
- Genitivo assoluto: accompagnato con il participio, questo genitivo, la cui funzione in latino è usata con l'ablativo assoluto (usando sempre il participio), indica il punto di partenza e allontanamento, anche con l'accompagnamento di preposizioni (allontanarsi da questo luogo, da questa persona, partire da Sparta, Atene, ecc.); si esplica sia in senso concreto che traslato (genitivo di separazione), come l'allontanarsi da una città, e dunque è retto da verbi di movimento. Indica anche l'idea di "desistere - cessare di", o la mancanza, che può essere determinata da aggettivi (come ad esempio una piazzaforte, essa resta sguarnita di difensori)
Da questa forma iniziale arcaica di separazione, il genitivo assoluto iniziò ad acquisire ulteriori sfumature, usato anche nelle proposizioni temporali, causali, concessive, finali, ma nelle principali può avere anche la funzione di "inizio" di azione, di causa o di colpa.

### Dativo
Svolge la funzione di complemento di termine, cioè indica a chi o cosa è rivolto il processo verbale, correlate al soggetto che fa l'azione. Per il suo nome, esso è legato a quei verbi che esprimono l'idea di "dare - portare". Con le particelle  di preposizione e determinati tempi verbali, il dativo nei complementi può essere dativo d'interesse (vantaggio e svantaggio), dativo "etico" espresso dai pronomi personali, dativo strumentale, dativo di misura, dativo di compagnia e dativo locativo.
- Dativo di interesse, vantaggio e svantaggio: esprime il vantaggio per qualcuno (ad esempio "ci sarebbe qualche vantaggio per me"), con l'accompagnamento del pronome personale declinato al dativo; oppure esprime il punto di vista (a me sembra che).
- Dativo etico: espresso dal pronome personale.
- Dativo di possesso: si forma dal verbo "essere" + dativo, per esprimere la funzione di "avere", ossia la frase può essere scritta sia col verbo essere, ma anche con il verbo avere, tuttavia, la concordanza del pronome personale declinato al dativo + verbo essere, comporta la formazione di questo specifico dativo (esempio ci sono cose che tu "hai" / ci sono cose che sono tue, ossia "a te", con la declinazione al dativo).
- Dativo strumentale: riferimento al mezzo con cui si compie l'azione (esempio, il navigare con i remi). Esprime l'idea di causa con i verba affectuum, ossia che esprimo passione, preoccupazione, dolore. Nella forma di "materia - misura", il dativo si esprime in regolari forme avverbiali come ad esempio πολλῷ (maggiormente, in quantità).
- Dativo di compagnia: introdotto dalla preposizione σύν, retto da verbi di contatto o avvicinamento, compreso il verbo "essere".
- Dativo locativo: ci sono declinate località oppure luoghi, il sostantivo è retto dalle particelle pronominali παρά, περί, πρός, ecc. (esempio: presso Atene, lontano da Sparta [in questo caso si aggiunge anche l'avverbio di riferimento], intorno a quella pianura, ecc).

## Le preposizioni greche
L'introduzione di esse, nella lingua, dipese dalla necessità di esprimere in modo preciso un gran numero di complementi e determinazioni (di causa, d'agente, finale, di tempo ecc.), per cui i casi rimasti dei sette originari dell'indoeuropeo non erano sufficienti. Inizialmente le preposizioni erano avverbi privi di collegamento con i sostantivi della frase, e non avevano una stabilita collocazione nel discorso.

## Proprie
Hanno funzione avverbiale, entrando in composizione con verbi per stabilire una determinata proposizione subordinata, e comunicano anche col sostantivo stesso per formare il complemento:
- αμφί (intorno), vuole l'accusativo, ma in metrica si usa anche col genitivo e il dativo
- ἀνά (sopra, su), con accusativo, genitivo e dativo per la poesia
- ἀντί (di fronte a) col genitivo
- ἀπό (da lontano, per mezzo di) col genitivo
- διά (attraverso, durante) col genitivo
- εἰς (verso, contro, riguardo) con accusativo
- ἐκ (da, da parte di) con genitivo
- ἐπί (sopra, presso, intorno, durante) con genitivo, dativo e accusativo
- κατά (giù, lungo) con genitivo e accusativo
- μετά (con, fra, dopo, dietro) con genitivo e accusativo, dativo per la poesia
- παρά (da parte, presso), con genitivo, dativo, accusativo
- περί (intorno, verso, sulla qualcosa) con genitivo, dativo, accusativo
- πρό (davanti, da parte, in favore di) con genitivo
- πρός (in favore di, per) con genitivo, dativo, accusativo
- σύν (con, in compagnia, grazie a) con dativo
- ὑπέρ (al di sopra di) con genitivo e accusativo
- ὑπό (sotto, verso, durante) con genitivo, dativo, accusativo

## Improprie
Non entrano in composizione con verbi e sostantivi, ma sono usate come proposizioni, conservando l'originario valore avverbiale, pur non essendo più avverbi.
- ἄνευ (senza, eccetto) con genitivo
- ἄνω (al di sopra di) con genitivo
- ἀντικρύ (di fronte a) con genitivo
- ἄχρις / μέχρις (fino a) con genitivo
- δίκην e δίχα (alla maniera di, contrariamente a) con genitivo
- ἐγγυς (vicino a) con genitivo
- εἴσω / ἐντός (dentro a) con genitivo
- ἐκάς (lontano da) con genitivo
- κάτω (al di sotto di) con genitivo
- μεταξύ (fra, durante) con genitivo
- πλήν (eccetto) con genitivo
- πρόσθην (prima di) con genitivo

## I complementi
Sportello di formazione dei principali complementi nel periodo: uso delle preposizioni o congiunzioni, pronomi e aggettivi sostantivati, casi e forme verbali.
- Abbondanza e privazione: si usa il genitivo: Ή ναῦς γέμει τῶν ναυτικῶν (La nave è piena di uomini)
- Agente e causa efficiente
  - ὑπό + genitivo: Ή ἐλευθερία ὑπό τῶν πολιτῶν διαφυλάσσεται (La libertà è difesa dai cittadini)
  - πρός, παρά, ἐκ, ἀπό + genitivo: Πρός τοῦ Σωκράτους διδάσκομαι (Io imparo da Socrate)
  - dativo accompagnato dall'aggettivo verbale in -τέος, coniugato al perfetto e piuccheperfetto passivo: Ταῦτα ὡμολόγητο ἡμῖν (Queste cose erano state ammesse da noi)
- Argomento: περί o ὑπέρ + genitivo: Κήρυκας ἔπεμπε περί τῆς εἰρήνης (Inviò ambasciatori riguardo alla pace). Περί si usa anche per i titoli delle opere letterarie, in maggior parte trattati a carattere argomentativo, storico o filosofico, come Περὶ ποιητικῆς (Sulla Poetica di Aristotele); nel latino si uda la particella "de" + ablativo, come nel De bello Gallico di Cesare, a sottintendere la parola "saggio - trattato riguardo...".
- Causa: 
  - dativo con i verba affectuum: Άσπίδι ἀγάλλεται (Si rallegra dello scudo)
  - διά o κατά + accusativo: Ή πόλις διά τόν πόλεμον ἐταράττετο (A causa della guerra la città era sconvolta)
  - ἕνεκα + genitivo: Ύμᾶς ἀρετῆς ἕνεκα φιλοῦμεν (Per la vostra virtù vi amiamo)
  - ὑπό o ὑπέρ+ genitivo: Χαλεπῶς ἔχει ὑπό τραυμάτων τινῶν (Sta male per alcune ferite)
- Colpa: uso del genitivo: Έγράψαντο αὐτον προδοσας (Lo accusarono di tradimento)
- Compagnia
  - μετά + genitivo: Μετά τῶν συμμάχων μαχήσομαι (Insieme agli alleati io combatterò)
  - σύν + dativo: Σύν τοῖς θεοῖς νικήσομεν (lett. Con gli dei vinceremo - Con l'aiuto degli dei vinceremo)
  - dativo "militare", usato in compagnia di espressioni militaresche: Ήγήσεται τοῖς ἵπποις τό τῶν ξυμμάχων στράτευμα (Guiderà con la cavalleria l'esercito degli alleati)
  - uso dei participi presenti o di tempi storici ἔχων, λαβών, φέρων + accusativo: Βοηθεῖ χιλίους ἔχων στρατιώτας (Viene in aiuto con mille soldati)
- Di età: uso del participio perfetto γεγονώς + accusativo del numero cardinale, seguito da ἔτη (anni)
- Fine
  - εἰς, ἐπί e πρός + accusativo: Χρήσιμος ἦν εἴς τι (Era utile per qualcosa)
  - ἕνεκα + genitivo: Μισθοῦ ἕνεκα κολακεύεις (Tu aduli per denaro)
- Limitazione
  - uso del dativo semplice, o preceduto da ἐπί: Ύπερέχει πάντων μεγέθει (Supera tutti in grandezza)
  - uso dell'accusativo semplice, oppure preceduto da εἰς, κατά e πρός: Πόλις ἐδοκιμωτάτη εἰς σοφίαν (La città più celebre per sapienza)
- Stato in luogo
  - ἐν + dativo - Έν Δωδώνῃ εἱστήκει δρῦς ἱερά (In Dodona si ergeva una quercia sacra)
  - ἐπί + genitivo - ἐπ'ὀρῶν (Sui monti)
  - uso dei suffissi -θι, -σι, come in Άθήνησι (ad Atene, o meglio "in Atene")

- Moto a luogo
  - ἐπί, εἰς, πρός e παρά + accusativo - Φέυγω εἰς Μεγάραν (Fuggo a Megara)
  - ὡς + accusativo nei nomi propri di persona o di città o luoghi - Ώς Μεγάραν ἐπρεσβεύσαντο (Inviarono ambasciatori a Megara)
  - uso dei suffissi -δε, -σε, -ζε - Άθήναζε (verso Atene), o anche il celebre titolo della commedia aristofanea: Θεσμοφοριάζουσαι con declinazione al plurale, trad. "Le donne alle Tesmoforie"

- Moto da luogo
  - ἐκ, ἀπό + genitivo - Έκ Σπάρτης φεύγομεν (Fuggiamo da Sparta)
  - uso del suffisso -θεν - Κορινθόθεν (da Corinto)

- Moto per luogo: si forma in διά + genitivo - Φεύγω διά Θερμοπύλων (Fuggo attraverso le Termopili)
- Materia: uso del genitivo semplice, a volte preceduto da ἐκ, ἀπό, oppure semplice aggettivo.
- Mezzo: 
  - uso del dativo semplice
  - διά + genitivo, se l'azione è compiuta da una persona: Δί' ἐρμηνέως ἔλεγε (Parlava per mezzo di un interprete)
- Misura: uso del dativo o accusativo semplice
- Modo:
  - dativo semplice
  - συν + dativo
  - ἐκ, διά o ἐπί per espressioni idiomatiche, come διά ἀκριβείας (Con cura)
- Origine:
  - genitivo semplice
  - ἐκ + genitivo
- Paragone, quando si usano per gli aggettivi le normali desinenze di comparativo di maggioranza e minoranza, e superlativo (-τερος, - τατος)
  - genitivo se il primo termine è un nominativo o un accusativo: Λευκότεροι χιόνος (Più bianchi della neve)
  - ἥ + caso del primo termine
- Partitivo: genitivo semplice, o preceduto da ἐκ
- Di pena: accusativo semplice
- Prezzo: genitivo semplice
- Separazione
  - genitivo semplice
- ἐκ o ἀπό + genitivo
- Stima: uso del genitivo semplice o di περί + genitivo
- Tempo continuato: uso del genitivo semplice, dativo semplice, o ἐν + dativo, come nelle espressioni narrative ἐν τούτῳ τῷ χρόνῳ (in questo tempo)
- Vantaggio: uso del dativo semplice, detto anche in questo caso "di vantaggio" o uso di ὑπέρ + genitivo.